# Charles de Steuben
Charles de Steuben (Bauerbach, 18 aprile 1780 – 21 novembre 1856) è stato un pittore francese.

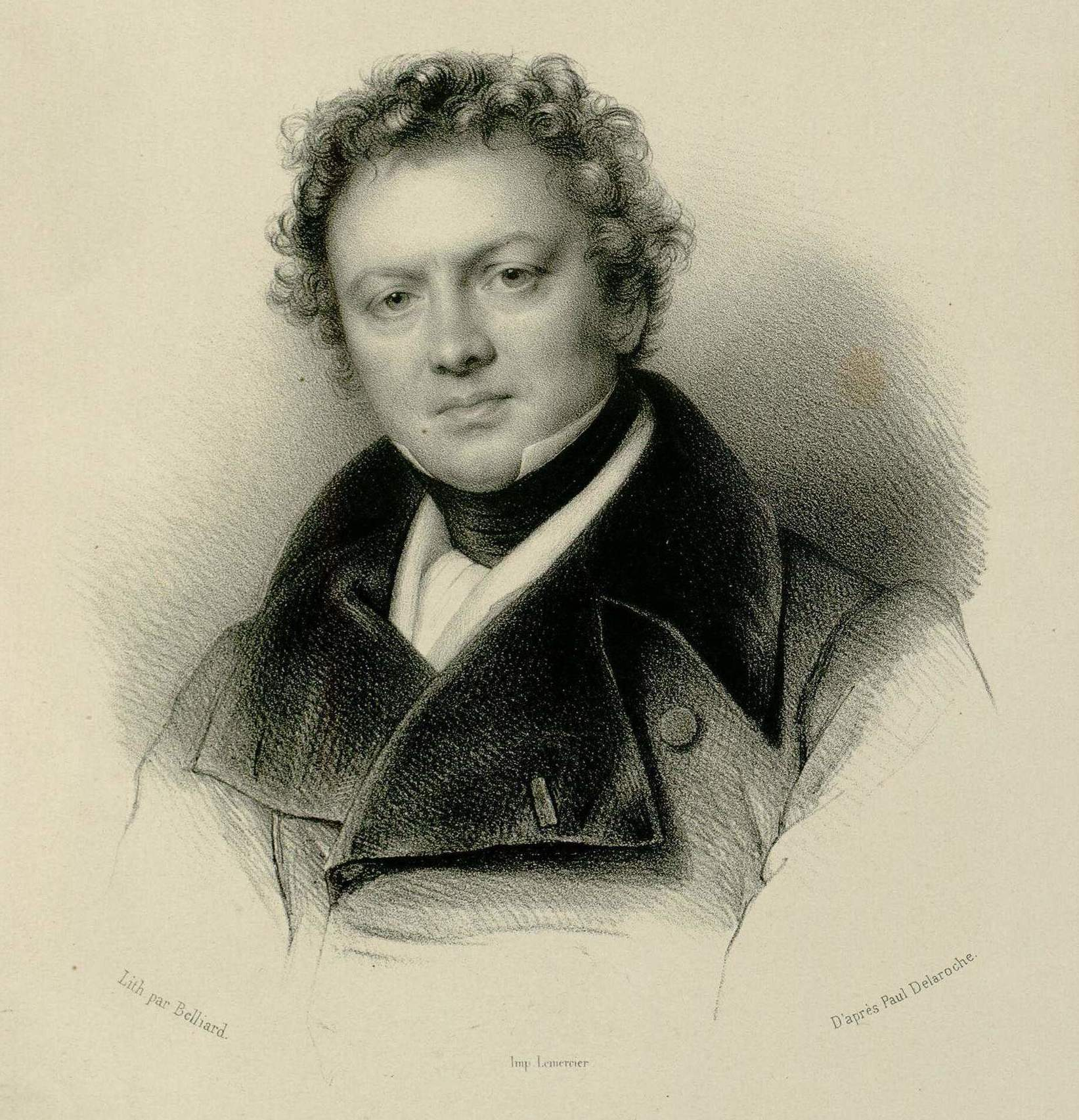
Charles Auguste de Steuben

Fu attivo in particolar modo durante l'Età napoleonica.
Fu maestro di Gustave Courbet.
Su richiesta di Pierre Fontaine, nel 1828 dipinse La Clémence de Henri IV après la Bataille d'Ivry, raffigurante la vittoria di Enrico IV di Francia nella Battaglia di Ivry.
Famoso anche il suo dipinto Battaglia di Poitiers, nell'ottobre 732, realizzato tra il 1834 e il 1837, raffigurante Carlo Martello che arresta l'avanzata araba nella Battaglia di Poitiers.